# Episcopio (Treviso)
L'Episcopio è il palazzo in cui ha la residenza il vescovo di Treviso. Contiguo alla Cattedrale, chiude ad angolo piazza Duomo, coprendo con una volta a crociera un tratto di via Canoniche.

## Storia
Il ritrovamento degli affreschi raffiguranti un Assassinio in Cattedrale (l'uccisione cioè, da parte degli sgherri di Enrico II d'Inghilterra, dell'arcivescovo di Canterbury Tommaso Becket, presto simbolo della resistenza della Chiesa al potere civile) e Cristo al limbo, ora entrambi al Museo diocesano, ha permesso di confermare l'ipotesi che l'edificio, spesso definito nei documenti domus lapidea, esistesse qui fin dal XII-XIII secolo.
Sul principio del XIV secolo, nel salone dove si dirimevano le questioni giuridiche, furono dipinte su suggerimento e forse anche su disegno di Francesco da Barberino la Giustizia fra la Misericordia e la Coscienza.
La mattina del 22 luglio 1329, Cangrande I della Scala, quattro giorni dopo essere entrato vincitore in città, si spense in una delle stanze del palazzo.
Un radicale rinnovamento dell'edificio fu deciso dal vescovo Ermolao Barbaro (1443 - 1453). Oltre a ricostruire "in laterizio" l'edificio, il vescovo commissionò anche ad un Donatello la decorazione del salone delle udienze con Feste Romane, affreschi oggi perduti e che Domenico Maria Federici ritiene siano riprodotti nell'Hypnerotomachia Poliphili. Una lapide, tutt'oggi conservatasi sulla parete di una stanza al primo piano, ricorda i lavori:
Una nuova decorazione fu affidata da Giorgio Corner (1538 - 1577) a Benedetto Caliari. Altre modifiche furono apportate per volere di Giovanni Battista Sanudo (1684 - 1709), Paolo Francesco Giustiniani (1750 - 1787) e Bernardino Marin (1788 - 1817), finché, ridotto in cattive condizioni, il palazzo fu abbandonato dal successore Sebastiano Soldati (1829 - 1849). La ricostruzione della Cattedrale, sulla fine del XVIII secolo, comportò la demolizione della parete sud-est del salone, con essa confinante; gli affreschi furono pertanto rinnovati.
Un restauro fu deciso dal vescovo Federico Maria Zinelli (1861 - 1879) che vi riportò la sede episcopale. Rimaneggiamenti furono necessari dopo la prima e, soprattutto, dopo la seconda guerra mondiale.
Il restauro del salone delle udienze, nel 2007, ha restituito l'aspetto originario agli affreschi eseguiti nel 1574 da Benedetto Caliari con gli aiuti del diciannovenne Francesco Montemezzano e, forse, del diciottenne Antonio Vassilacchi, detto l'Aliense, come testimonia il Ridolfi.

## Descrizione

### Esterno
Nel piccolo corpo avanzato fra la facciata del Duomo e la facciata principale del palazzo si può riconoscere la base dell'antica torre del Vescovo, visibile nelle incisioni di Vincenzo Maria Coronelli e Salomon e nel quadro di Medoro Coghetto.
La facciata principale ha nel mezzo un portone con arco tondo in pietra, inquadrato da due colonne doriche con alette laterali, sostenenti una trabeazione a triglifi e metope. Al secondo piano, un imponente balcone a poggiolo in stile barocco sopra il quale si apre, al secondo piano, un oculo ovale coronato da volute. Gli altri fori sono semplicissimi ed erano un tempo inquadrati nella decorazione a fresco di Benedetto Caliari, più volte ridipinta e per molto tempo poco visibili. Le decorazioni sono state ripristinate con i lavori di restauro eseguiti nel 2022-2023.
Dove si saldano assieme i due fabbricati si apre il portego del Vescovo, un passaggio con volta a crociera che conduce a via delle Canoniche. Documentato fin dal '300, ma probabilmente esistente anche prima, deve il suo aspetto attuale a lavori eseguiti nel '400. Sulla volta due stemmi del vescovo Ermolao Barbaro.
L'ala che volge a nord-ovest, completamente distrutta dal bombardamento anglo-americano e ricostruita nel 1959, ha un portone sormontato da un grande bassorilievo raffigurante due chiavi incrociate, lo stemma della città e quello del vescovo Niccolò Franco (1485 - 1499).

### Interno
Lo scalone d'onore del corpo centrale del palazzo, costruito per volere del vescovo Paolo Francesco Giustinian, dà accesso al grande salone delle udienze al primo piano.

#### Salone delle Parabole
Delle varie porte che si aprono nel salone delle udienze, tre presentano un'imponente trabeazione nei cui fregi sono i nomi dei vescovi Giorgio Corner e Bartolomeo Gradenigo (1668 - 1682).
Alle pareti, affreschi con evidenti influenze dell'opera di Paolo Veronese attribuiti tradizionalmente al fratello, Benedetto Caliari.
Le scene tratte dalle parabole evangeliche, che danno il nome alla sala, sono inserite in una complessa finta architettura: alte colonne scanalate reggono una trabeazione e dividono le pareti dipinte alternativamente a nicchie e a vani con parapetto.
Nelle nicchie della parete nord-est, la Speranza, con un'ancora, e la Fede, con un calice e la croce.

Nella parete sud-est sono raffigurate la parabola del fattore infedele (una figura, in procinto di entrare in un tempio, si gira verso un secondo personaggio, inginocchiato in basso sulla scalinata; dietro, due uomini discorrono), la parabola del figlio prodigo (il vecchio padre accoglie il figliuolo; alla scena assistono un gruppo di dame, altri personaggi si affacciano da un'alta terrazza, più in fondo ancora due figurine sotto una pergola) e la parabola di Lazzaro e il ricco Epulone (dietro a Lazzaro, di tergo e seminudo, con il levriero che lo lecca, una mensa a cui siedono dame e gentiluomini; in lontananza, fra due alti pioppi, una grande tenda rosso mattone). Tra le scene, la figura di una ignota Virtù, la Carità, con tre bambini, e una Virtù con veste verde.

Nella parete a sud-ovest, tra una Virtù, con un libro chiuso in atto di meditare, e la Temperanza, recante con la sinistra un piatto colmo di frutta mentre la destra si alza come per ammonire, la parabola del servo senza pietà: dietro alla balaustra un uomo barbuto, con un ampio turbante, posa la mano sulla spalla di un giovane un po' curvo, dall'altro lato lo stesso giovane prende per il braccio una figura di spalle, inginocchiata.

Nella parete a nord-ovest, nelle nicchie dipinte tra le finestre, la Giustizia, con le bilance, la Forza, reggente una colonna, e, di profilo, intenta a specchiarsi, la Prudenza.
Decorano la struttura architettonica cammei a chiaroscuro violaceo nei parapetti e bassorilievi bronzei sotto le nicchie e, racchiusi in targhe con cariatidi, a mo' di sovrapporta. Tra i soggetti, difficilmente decifrabili, si possono citare Caino e Abele (sotto la Fortezza), Giobbe tentato dai demoni (sotto la Virtù con un libro chiuso) e Elia (sotto la Temperanza). Il gioco illusionistico è accentuato da oggetti "appoggiati" alle pareti e da festoni appesi ai capitelli.
Il soffitto è a cassettoni con al centro un grande stemma del vescovo Federico Maria Zinelli.

## Galleria d'immagini

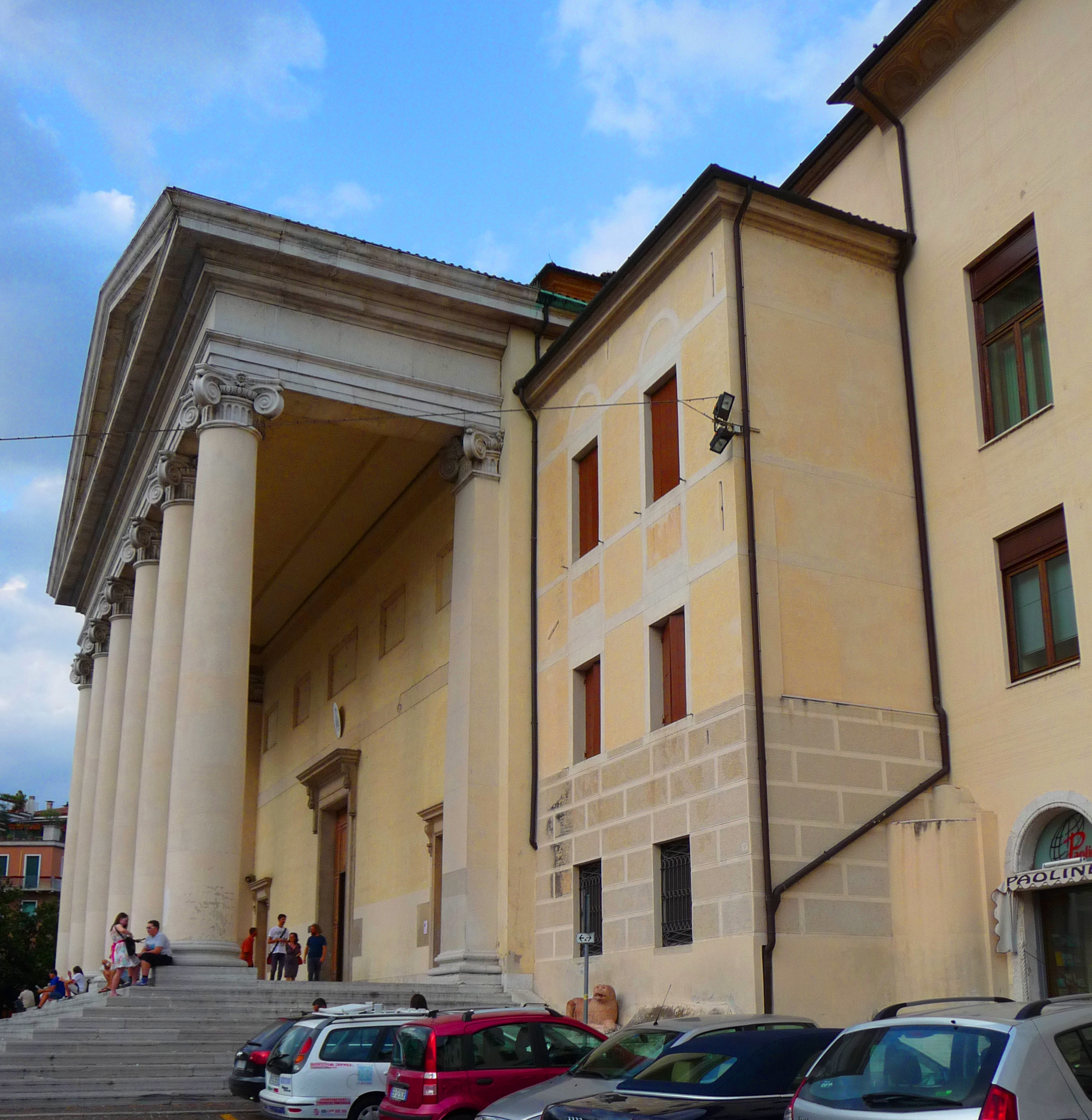
La torre del Vescovo
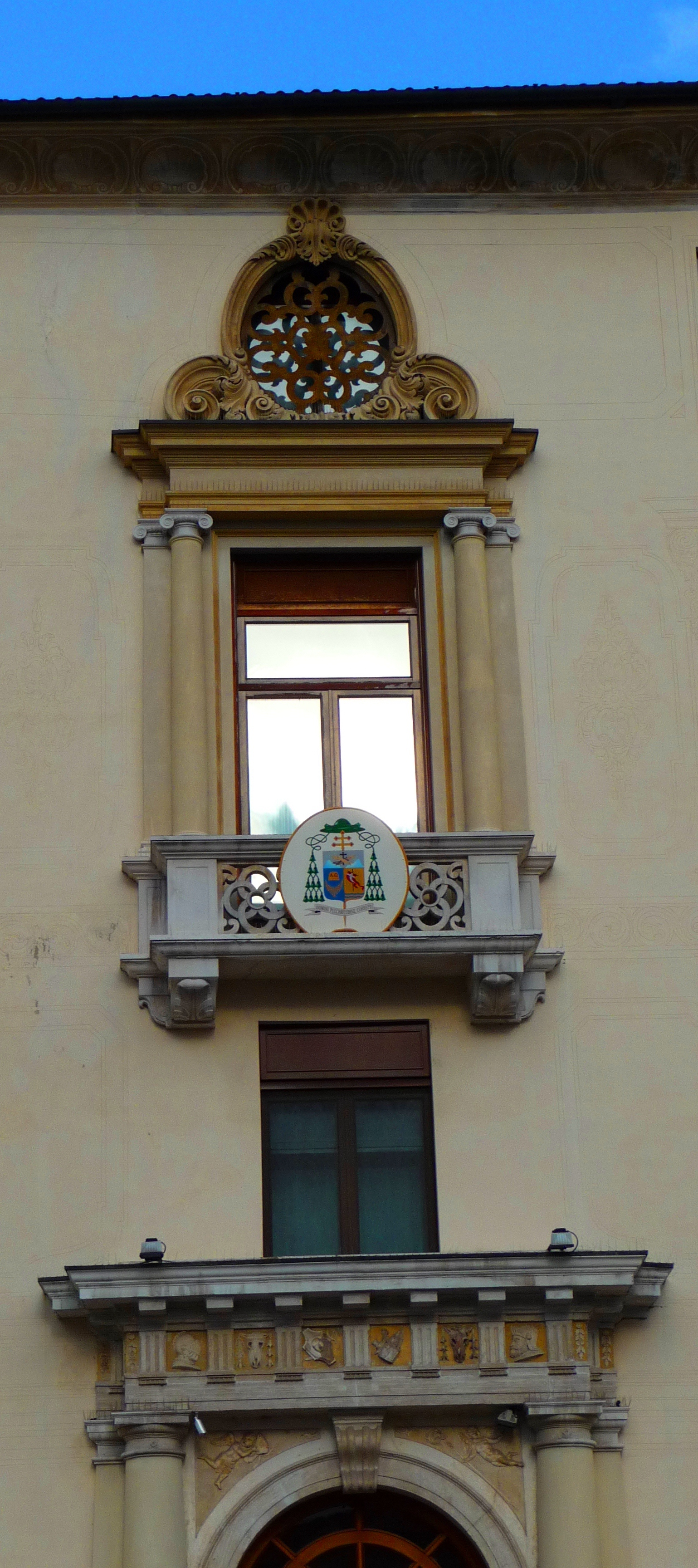
Particolare del balcone in facciata
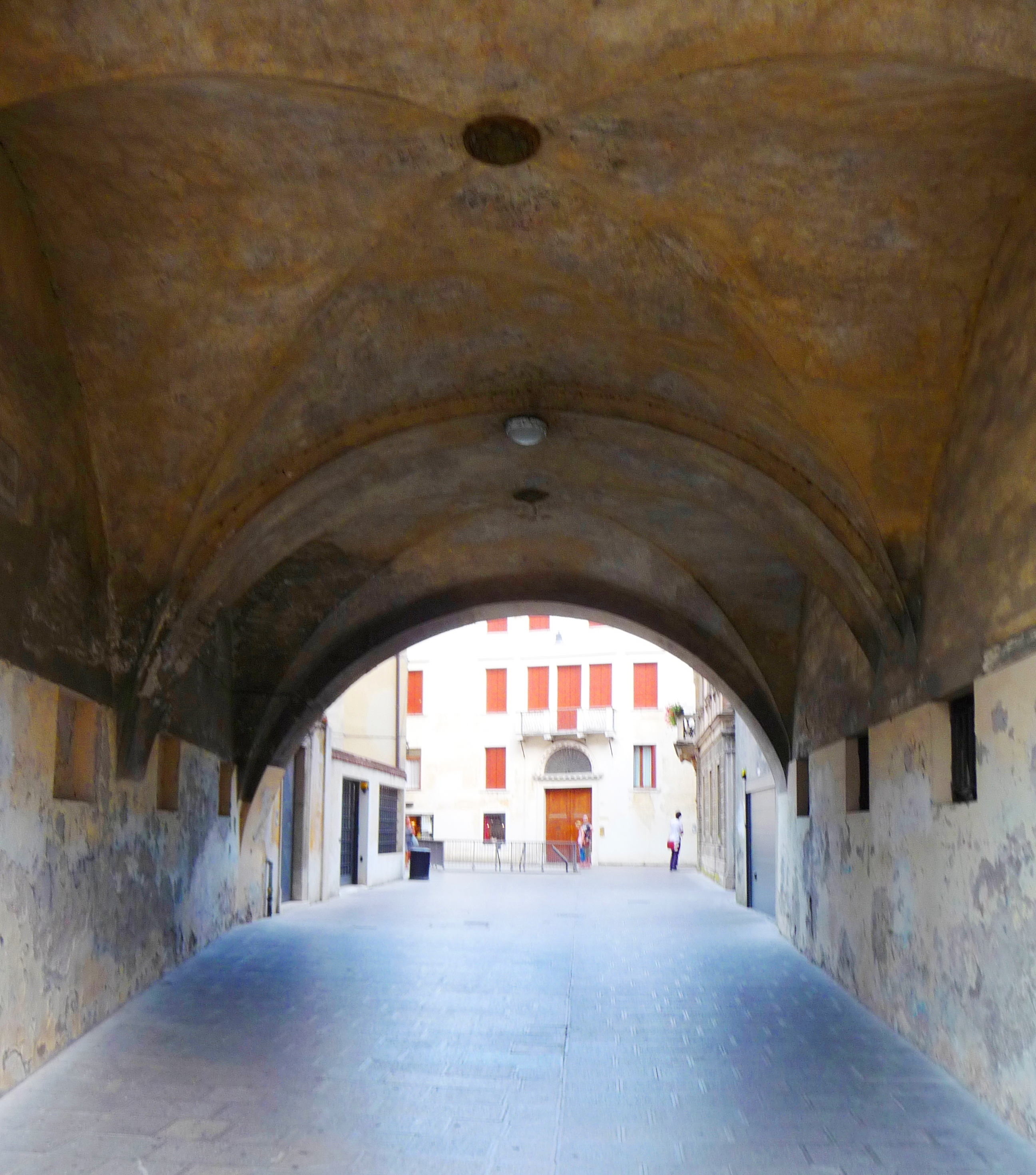
Il portego del Vescovo
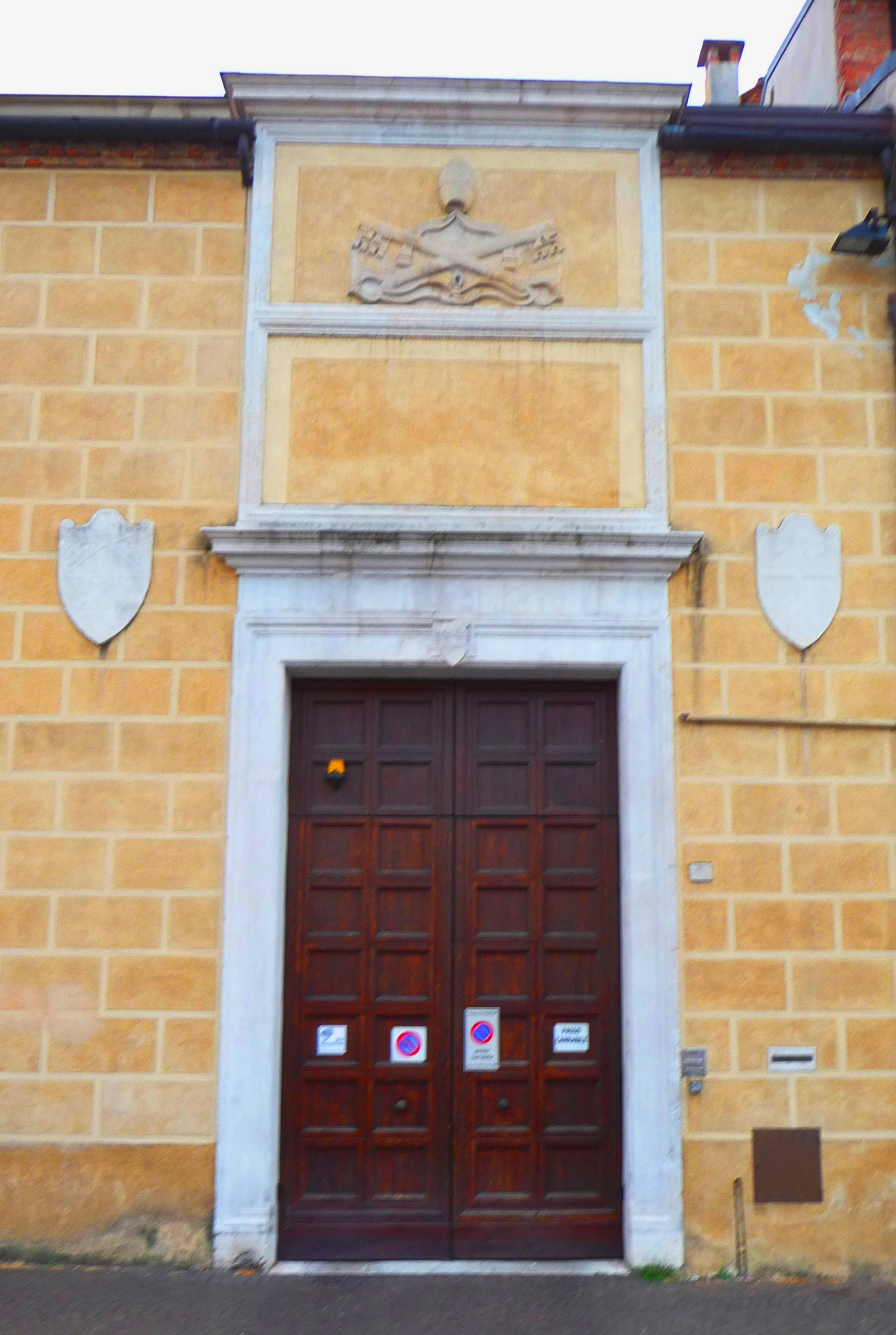
Il portone dell'ala nord-ovest
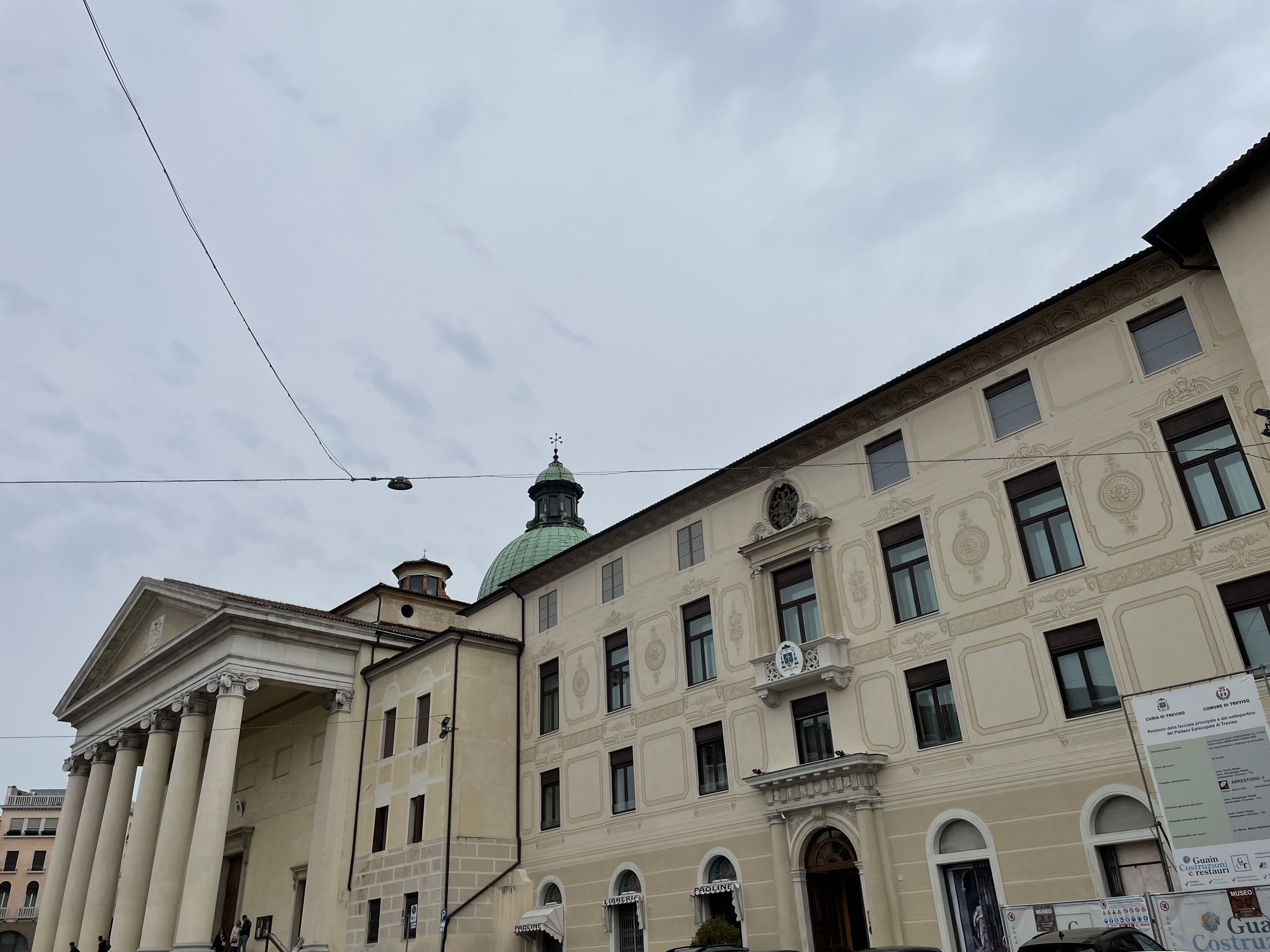
Veduta dopo i restauri del 2023
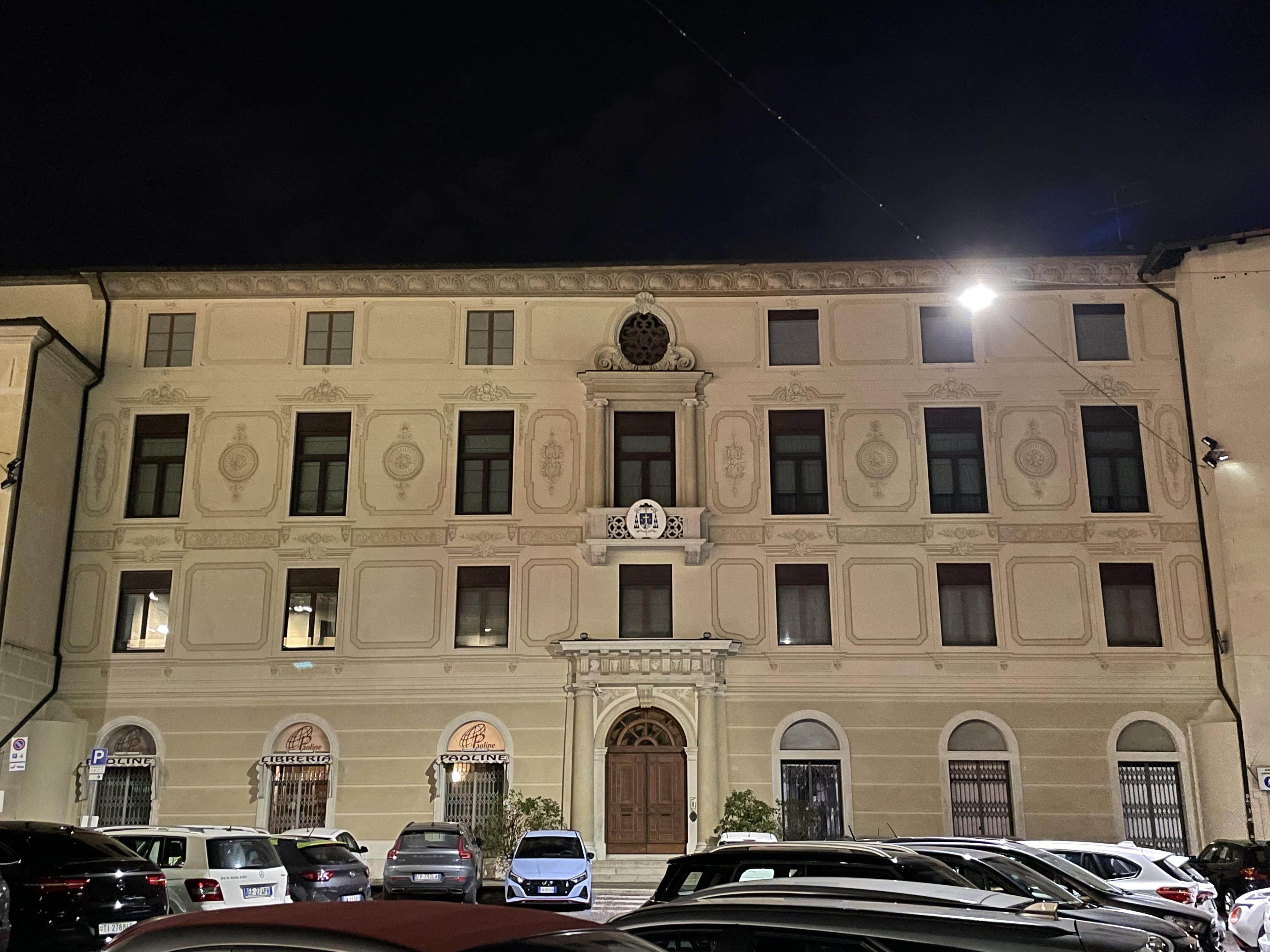
La facciata in una veduta notturna